# Droga wojewódzka 566
Die Droga wojewódzka 566 (DW566) ist eine 300 Meter lange, innerstädtische Droga wojewódzka (Woiwodschaftsstraße) in der polnischen Woiwodschaft Kujawien-Pommern. Die Strecke liegt im Powiat Toruński und ist eine der kürzesten Woiwodschaftsstraßen des Landes.

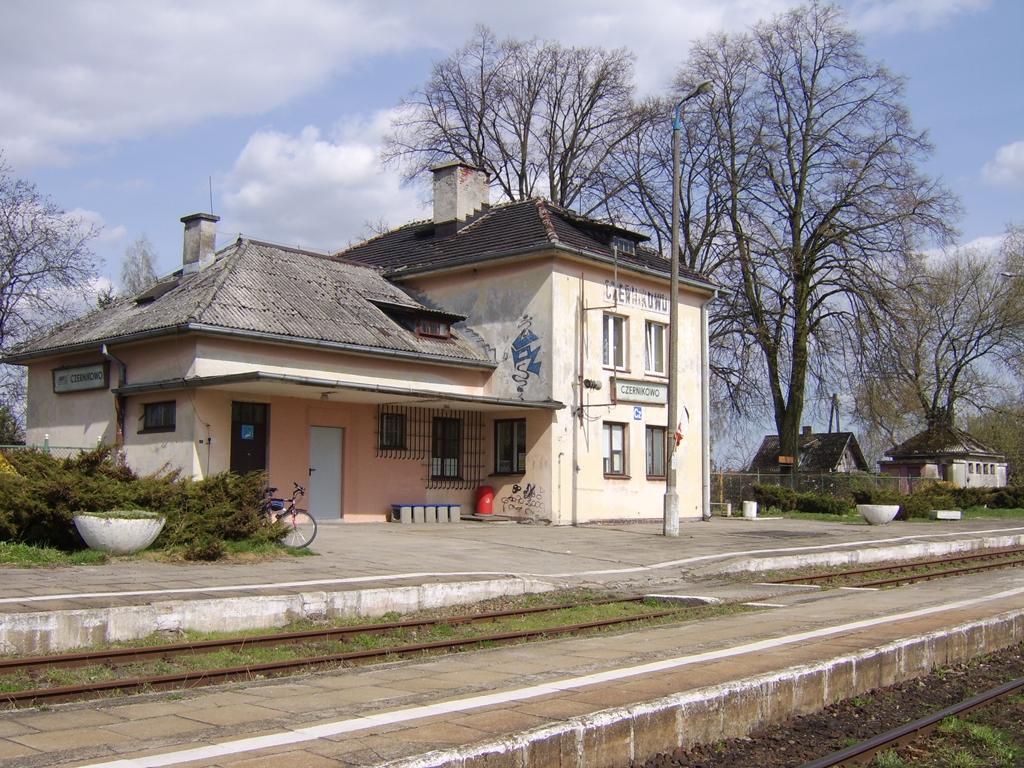
Bahnstation Czernikowo

Sie zweigt in Czernikowo von der DK10 (Stettin–Bydgoszcz/(Bromberg)–Toruń/(Thorn)–Płońsk) in südlicher Richtung ab, knickt nach 250 Metern nach Osten ab und erreicht nach etwa 50 Metern die Bahnstation des Orts an der Bahnstrecke Toruń–Sierpc. Als Innerortsstraße trägt sie den Namen ‚ulica Kolejowa‘ (Eisenbahnstraße). Im weiteren Verlauf, der in einem schienengleichen Bahnübergang über die Bahnlinie verläuft, ist die Straße als Wirtschaftsweg ausgewiesen.

## Streckenverlauf
Woiwodschaft Kujawien-Pommern, Powiat Toruński
-  Czernikowo (DK10)
-  Czernikowo, Bahnstation (Bahnstrecke Toruń–Sierpc)